# Skauti Evropy
Skauti Evropy, z.s., jsou česká národní asociace, součást mezinárodní skautské organizace se statusem soukromého sdružení křesťanů (od r. 2003), uděleného římskokatolickou církví. Skautská organizace Scouts d'Europe, působící již od roku 1956, vychází z původního poslání skautingu, definovaného jeho zakladatelem Robertem Baden-Powellem. Velkou inspirací pro členy je osobnost zakladatele francouzského katolického skautingu bl. P. Jacques Sevin, SI.  

## Zřizování a cíle
Střediska a oddíly jsou zřizovány při místních farnostech, cílem je zprostředkovat co nejjednodušší skauting v přírodě, na vybavení si děti zpravidla vydělávají samy, státní podpora není přijímána. Skautská výchova je zásadně zprostředkována zvlášť pro chlapce a zvlášť pro dívky. V ČR byla založena 26. července 2004 pod původním názvem Asociace skautek a skautů Evropy (ASSE), její počátky však sahají ke společnému táboru s francouzskými skauty v roce 1999. Organizace se hlásí k tradičnímu skautingu symbolizovanému třemi skautskými ctnostmi „upřímnost, oddanost a čistota“, a jejím cílem není získání co největšího počtu členů, ale práce s dětmi, pro něž je takto prožívaný skauting vysokou hodnotou. Organizace je členem mezinárodní unie UIGSE. Skautský kroj je ve všech členských zemích jednotný a členové organizace jsou na jeho správné a jednotné užívání patřičně hrdí. Své sídlo mají Skauti Evropy v Praze a dále působí i v ostatních městech. 

## Slib
S výslovným souhlasem rodičů skládají mladí členové (vlčata) v celé Evropě jednotný slib ve znění: „Slibuji, že se bude ze všech sil snažit být věrný Bohu, svým rodičům, vlasti, zákonům smečky i zásadám vlčat a že každý den vykonám dobrý skutek.“  
Skautský slib zní: „Slibuji na svou čest, že s pomocí Boží budu ze všech svých sil: sloužit Bohu, Církvi, své vlasti a Evropě, stále pomáhat svým bližním a dodržovat skautský zákon.“ (Sur mon honneur, avec la grâce de Dieu, je m’engage: à servir de mon mieux Dieu, l’Église, ma patrie et l’Europe, à aider mon prochain en toutes circonstances, à observer la loi scoute). Skauti Evropy mají svůj zákon, vyjádřený v deseti bodech: 
1. Na čest skauta je vždy spolehnutí.
2. Skaut je věrný své vlasti, rodičům, svým vedoucím a všem, kdo jsou mu svěřeni,
3. Skaut pomáhá svým bližním a doprovází je na cestě k Bohu.
4. Skaut je přítelem všech lidí a bratrem každého skauta.
5. Skaut je zdvořilý a rytířský.
6. Skaut vidí v přírodě Boží dílo: má rád rostliny a zvířata.
7. Skaut poslouchá dobrovolně a nedělá nic napůl.
8. Skaut se dovede ovládat: usmívá se a zpívá si v těžkostech.
9. Skaut je prostý a spořivý: zachází svědomitě i s věcmi druhých.
10. Skaut je čistý v myšlení, slovech i skutcích.